# Mistrzostwa Europy w Wioślarstwie 2008 – czwórka bez sternika wagi lekkiej mężczyzn
Czwórka bez sternika wagi lekkiej mężczyzn (LM4-) – konkurencja rozgrywana podczas Mistrzostw Europy w Wioślarstwie 2008 w Atenach między 19 a 20 września.

## Harmonogram konkurencji
| Wydarzenie               | Runda      |
| ------------------------ | ---------- |
| Piątek, 19 września 2008 | Eliminacje |
| Piątek, 19 września 2008 | Repasaże   |
| Sobota, 20 września 2008 | Finał B    |
| Sobota, 20 września 2008 | Finał A    |

## Medaliści
| Złoto                                                                                     | Srebro                                                                     | Brąz                                                                       |
| Włochy · Salvatore Amitrano · Fabrizio Gabriele · Andrea Caianiello · Armando Dell’Aquila | Serbia · Veljko Urošević · Nenad Babović · Goran Nedeljković · Miloš Tomić | Czechy · Vlastimil Čabla · Vojtěch Bejblík · Jiří Kopáč · Miroslav Vraštil |

## Wyniki

### Eliminacje
Reguła kwalifikacji: 1 → FA, 2.. → R

#### Eliminacje 1
| Miejsce | Zawodnik                                                                   | Kraj   | Czas    | Uwagi |
| ------- | -------------------------------------------------------------------------- | ------ | ------- | ----- |
| 1       | Salvatore Amitrano Fabrizio Gabriele Andrea Caianiello Armando Dell’Aquila | Włochy | 6:02,48 | FA    |
| 2       | Szymon Wiśniewski Jerzy Kowalski Mariusz Stańczuk Łukasz Siemion           | Polska | 6:05,95 | R     |
| 3       | Hakan Özcan İsmail Özgür Barbaros Gözütok Murat Türker                     | Turcja | 6:08,23 | R     |
| 4       | Stephan Ertmer Axel Kort Samuel Garten Robby Gerhardt                      | Niemcy | 6:15,12 | R     |
| 5       | Vlastimil Čabla Vojtěch Bejblík Jiří Kopáč Miroslav Vraštil                | Czechy | 6:30,35 | R     |

#### Eliminacje 2
| Miejsce | Zawodnik                                                         | Kraj    | Czas    | Uwagi |
| ------- | ---------------------------------------------------------------- | ------- | ------- | ----- |
| 1       | Veljko Urošević Nenad Babović Goran Nedeljković Miloš Tomić      | Serbia  | 6:02,59 | FA    |
| 2       | Ulrik Romme Christian Mølvig Jacob Barsøe Ulrich Høgstedt        | Dania   | 6:05,26 | R     |
| 3       | Fabrice Moreau Jérémy Pouge Vincent Faucheux Guillaume Raineau   | Francja | 6:06,10 | R     |
| 4       | Alexander Chernikov Dominik Sigl Oliver Komaromy Christian Rabel | Austria | 6:09,84 | R     |
| 5       | Ilja Aszczin Walerij Saryczew Aleksandr Sawkin Aleksandr Ziuzin  | Rosja   | 6:10,04 | R     |

### Repasaże
Reguła kwalifikacji: 1-2 → FA, 3... → FB

#### Repasaże 1
| Miejsce | Zawodnik                                                         | Kraj    | Czas    | Uwagi |
| ------- | ---------------------------------------------------------------- | ------- | ------- | ----- |
| 1       | Fabrice Moreau Jérémy Pouge Vincent Faucheux Guillaume Raineau   | Francja | 6:20,71 | FA    |
| 2       | Ilja Aszczin Walerij Saryczew Aleksandr Sawkin Aleksandr Ziuzin  | Rosja   | 6:21,42 | FA    |
| 3       | Szymon Wiśniewski Jerzy Kowalski Mariusz Stańczuk Łukasz Siemion | Polska  | 6:25,18 | FB    |
| 4       | Stephan Ertmer Axel Kort Samuel Garten Robby Gerhardt            | Niemcy  | 6:27,24 | FB    |

#### Repasaże 2
| Miejsce | Zawodnik                                                         | Kraj    | Czas    | Uwagi |
| ------- | ---------------------------------------------------------------- | ------- | ------- | ----- |
| 1       | Vlastimil Čabla Vojtěch Bejblík Jiří Kopáč Miroslav Vraštil      | Czechy  | 6:26,53 | FA    |
| 2       | Hakan Özcan İsmail Özgür Barbaros Gözütok Murat Türker           | Turcja  | 6:26,93 | FA    |
| 3       | Ulrik Romme Christian Mølvig Jacob Barsøe Ulrich Høgstedt        | Dania   | 6:30,19 | FB    |
| 4       | Alexander Chernikov Dominik Sigl Oliver Komaromy Christian Rabel | Austria | 6:36,84 | FB    |

### Finał B
| Miejsce | Zawodnik                                                         | Kraj    | Czas    | Uwagi |
| ------- | ---------------------------------------------------------------- | ------- | ------- | ----- |
| 1       | Ulrik Romme Christian Mølvig Jacob Barsøe Ulrich Høgstedt        | Dania   | 6:05,51 |       |
| 2       | Szymon Wiśniewski Jerzy Kowalski Mariusz Stańczuk Łukasz Siemion | Polska  | 6:07,05 |       |
| 3       | Alexander Chernikov Dominik Sigl Oliver Komaromy Christian Rabel | Austria | 6:07,66 |       |
| 4       | Stephan Ertmer Axel Kort Samuel Garten Robby Gerhardt            | Niemcy  | 6:09,68 |       |

### Finał A
| Miejsce | Zawodnik                                                                   | Kraj    | Czas    | Uwagi |
| ------- | -------------------------------------------------------------------------- | ------- | ------- | ----- |
|         | Salvatore Amitrano Fabrizio Gabriele Andrea Caianiello Armando Dell’Aquila | Włochy  | 5:58,92 |       |
|         | Veljko Urošević Nenad Babović Goran Nedeljković Miloš Tomić                | Serbia  | 6:02,31 |       |
|         | Vlastimil Čabla Vojtěch Bejblík Jiří Kopáč Miroslav Vraštil                | Czechy  | 6:04,92 |       |
| 4       | Fabrice Moreau Jérémy Pouge Vincent Faucheux Guillaume Raineau             | Francja | 6:07,49 |       |
| 5       | Hakan Özcan İsmail Özgür Barbaros Gözütok Murat Türker                     | Turcja  | 6:09,90 |       |
| 6       | Ilja Aszczin Walerij Saryczew Aleksandr Sawkin Aleksandr Ziuzin            | Rosja   | 6:10,94 |       |